# Cyclyrius naguasa
Cyclyrius naguasa is een vlinder uit de familie van de Lycaenidae. De wetenschappelijke naam van de soort is voor het eerst geldig gepubliceerd door Trimen.